# دیولا هالاشی
دیولا هالاشی (مجاری: Gyula Halasy; ۱۹ ژوئیهٔ ۱۸۹۱ – ۲۰ دسامبر ۱۹۷۰) تیرانداز اهل مجارستان بود.
وی در مسابقات کشوری و بین‌المللی در مجموع برندهٔ ۱ مدال طلا شده‌است.